# Ostrava

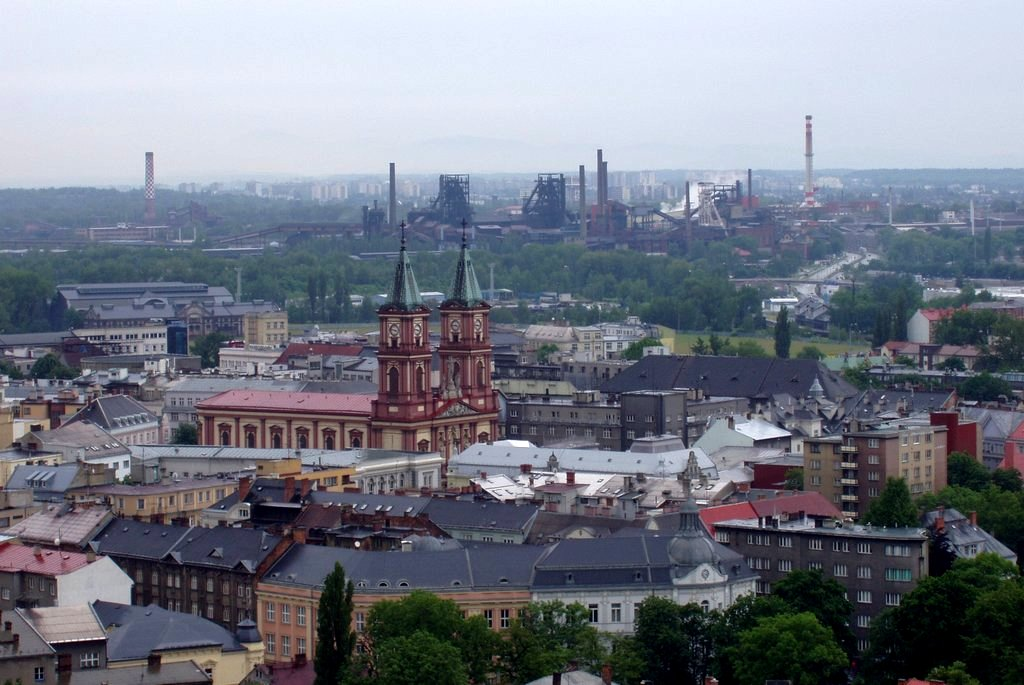
Ostrava

Ostrava (en alemany: Ostrau) és la tercera ciutat més gran de la República Txeca amb una població de 320.000 habitants. Té l'estatus de ciutat estatutària. Hi conflueixen els rius Ostravice, Oder, Lučina i Opava. Ostrava està situada a uns 10 km de la frontera polonesa i a uns 50 km de la frontera eslovaca. Capital de la Regió de Moràvia i Silèsia, és una ciutat amb un passat industrial i miner important. La seva àrea metropolitana inclou, a més d'Ostrava, els municipis de Bohumín, Doubrava, Havířov, Karviná, Orlová, Petřvald i Rychvald, que sumen un total de 600.000 habitants, i constitueix, per tant, la segona conurbació més gran del país, després de Praga.

## Fills il·lustres
- Rudolf Kubin (1909-1973) compositor musical.